# 徳島中央公園
徳島中央公園（とくしまちゅうおうこうえん、Tokushima Central Park）は、徳島県徳島市徳島町城内（一部南前川町）の、城山とその周辺に広がる徳島城跡を利用した公園である。1906年に開設された。
旧称・通称徳島公園。

## 概要
徳島市のほぼ中心、徳島駅の北方の助任川沿いに位置する。旧徳島城の大半を敷地とするが、江戸時代の徳島城はより広く、現徳島町城内のほぼ全域を占めていた。また逆に、徳島城には含まれない助任川対岸の助任川河岸緑地も徳島中央公園の管轄である。徳島市内町小学校は、東西北3方を徳島中央公園に囲まれているものの、公園の一部ではない（ただし公園開設時はこの地は園内だった）。
中央を城山が占め、城山と堀川により、平地は大きく西・東・南に分かれている（開設時は西区・東区・南区と呼ばれた）。
城山西
徳島市立体育館・徳島県立中央武道館・徳島市民庭球場などの大規模なスポーツ施設が充実しているほか、幼児・児童用の遊具施設が置かれたエリアもある。かつての西ノ丸運動場と徳島刑務所が1970年代の再開発により新たに公園となった地区であり、徳島城の城郭遺構はほとんど失われている。
城山東
堀川上流の水際公園と庭園になっている。この地区もかつては市民会館やテニスコートがあり、城郭遺構は乏しい。
城山南
かつての本城であり、徳島城博物館・旧徳島城表御殿庭園・鷲の門など主要な観光施設があるほか、広場や城郭遺構も多い。平成になってから、鷲の門復元・数寄屋橋の木橋化など、往時の姿を取り戻そうとする動きがある。城山南麓にはSLが静態保存されている。
城山
徳島市指定天然記念物である城山原生林などの自然に触れることができる。数方向からの登山道が設けられており、山頂がある本丸跡まで登ることができる。
かつての蜂須賀桜を偲ぶべく随所（特に南部のお花見広場）に桜が植えられており、花見の時期などになると多くの人で賑わう他、4月～7月頃にかけては8月の本番に向けた阿波踊りの練習が公園内の各所で行われている。城山を一周するランニング・ウォーキングコースがある。
園内各地に「徳島彫刻集団」による彫刻が野外展示され、毎年交換されている。
徳島市内町小学校には卒業時、徳島中央公園敷地内にタイムカプセルを埋める習慣がある。
用地のほとんどは市有地だが、一部は財務省管轄の国有地である。住民はほぼいないが、数件ある売店を営む数世帯が住む。

## 呼称
徳島公園として開設したが、1977年徳島中央公園に改称した。
「徳島城址を愛する会」による「徳島城公園」または「徳島城址公園」への改名運動がある。

## 歴史

### 開設
1906年開設。本多静六と本郷高徳の設計による。彼らは日比谷公園の設計も手がけており、徳島公園は日比谷公園に次ぐ日本で2番目の西洋風公園となった。当初の面積は18.5ha（現在は20ha）で、広さは日本で5指に入った。
現在は公園に含まれない西の丸跡（現内町小学校）と物産陳列場（現文化センター）を、公園内の施設だったとしている資料もある。

### 年表
- 1905年06月15日 - 徳島公園（現 徳島中央公園）を日露戦争戦勝記念として建設開始。徳島城跡が蜂須賀家より市に買い取られた。
- 1906年01月09日 - 徳島公園として開設。
- 1906年04月00日 - 招魂社（現 護國神社）が眉山から城山山腹に移転。
- 1907年00月00日 - 剣先橋を架橋。
- 1907年02月23日 - 適翠閣が市に寄付。のちに千秋閣建設のため公園東部に移転。
- 1907年10月00日 - 物産陳列場が日露戦争戦勝記念事業として現在の文化センターの敷地に開館。
- 1907年12月22日 - 翌年予定の皇太子行啓時の宿泊施設として適翠閣跡に千秋閣を建設。同時に千秋閣庭園（旧徳島城表御殿庭園）を再建。
- 1908年00月00日 - 下乗橋を架け替え（現在の橋）。
- 1908年04月14日 - 皇太子（後の大正天皇）来県、千秋閣に3泊。
- 1910年03月00日 - 徳島公園が完成、一般に開放。
- 1910年05月00日 - 蜂須賀正勝像を設置。
- 1916年04月01日 - 午砲を大正天皇即位記念として城山に設置。
- 1917年06月24日 - 徳島県立光慶図書館（現 徳島県立図書館）が大正天皇即位記念として開館。
- 1922年11月28日 - 摂政宮（後の昭和天皇）来県、千秋閣に1泊。
- 1922年04月03日 - 城山貝塚発見。
- 1927年01月00日 - 剣先橋がコンクリート橋脚・木桁橋に架け替え。
- 1928年00月00日 - 子供の国が開設。
- 1928年00月00日 - 城山の北を通る道が開通。
- 1928年00月00日 - 適翠閣が武徳殿に改装。
- 1928年00月00日 - 徳島花壇が開設。
- 1929年09月21日 - 西ノ丸運動場が昭和天皇即位記念として西の丸跡地に開設。建築の際、城山西麓のなだらかな裾野が切り崩された。
- 1932年07月03日 - 太鼓櫓跡に軍艦マストを設置。
- 1933年00月00日 - 太鼓櫓跡にラジオ塔を設置。
- 1933年07月15日 - 城山山腹に招魂碑が除幕。
- 1934年09月21日 - 室戸台風により竜王さんのクスが倒壊するなどの被害が出る。
- 1938年11月29日 - 招魂社（現 護國神社）が城山中腹から山頂に。
- 1939年00月00日 - 招魂社が徳島縣護國神社に改名。
- 1939年09月14日 - 城山の午砲が休止。
- 1940年05月03日 - 城山が都市計画風致地区に指定。
- 1941年12月13日 - 旧徳島城表御殿庭園が国の名勝に指定。
- 1942年12月15日 - 城山の記念標が撤去。
- 1943年10月00日 - 蜂須賀正勝像が戦時供出。
- 1945年07月04日 - 徳島大空襲により護國神社・鷲の門・光慶図書館・千秋閣・武徳殿・物産陳列場などが焼失。
- 1946年06月13日 - 進駐軍民間諜報部 (CIC) が市役所内から千秋閣跡地に移転。
- 1948年00月00日 - SLが設置。
- 1948年11月03日 - 子供平和記念塔が建立。
- 1949年05月03日 - 憲法記念館が光慶図書館跡に開館。
- 1950年3月26日 - 昭和天皇が行幸（昭和天皇の戦後巡幸）[5]。
- 1952年02月00日 - 数寄屋橋がコンクリート橋に架け替え（先代の橋）。
- 1952年06月12日 - アメリカ文化センター (ACC) 徳島分校が千秋閣跡の旧進駐軍宿舎スキャップ・ホテルに移転。
- 1952年07月16日 - ACC徳島分校に徳島市立図書館が設置される。
- 1953年03月00日 - 武徳殿跡に市民会館（市立体育館の前身だが立地は異なる）が開館。
- 1953年11月03日 - 徳島県立図書館が憲法記念館跡に開設。
- 1957年09月30日 - 旧徳島城表御殿庭園が復旧。
- 1958年04月04日 - 護國神社が再建。
- 1958年11月23日 - 徳島市立図書館が月見櫓跡北側に移転開館。
- 1960年04月00日 - 徳島市中央公民館が市立図書館に併設され開館。市立図書館を吸収し付属図書館とする。
- 1960年09月15日 - 徳島県武道館（現 徳島県立中央武道館だが立地は異なる）が竣工。
- 1962年00月00日 - 徳島彫刻集団が結成。公園内で彫刻の展示が始まる
- 1963年03月31日 - 城山配水池が西三の丸跡地下に設置。
- 1965年01月01日 - 蜂須賀家政像を設置。4月3日除幕。
- 1969年00月00日 - 千秋閣を再建。
- 1971年10月12日 - 徳島刑務所が入田町へ移転（跡地は現在は市立体育館・中央武道館・合同庁舎・民有地）。正確な時期は不明だが間もなく、跡地の東半分は徳島公園の一部となった。
- 1972年03月00日 - 西ノ丸運動場が県から市に返還。
- 1973年12月00日 - 徳島遺族会が「父の像」を設置。
- 1976年04月01日 - ファミリー広場がオープン。
- 1976年09月00日 - 西ノ丸運動場が閉鎖。跡地には内町小学校が移転するが、東の一部は徳島中央公園内の広場となった。
- 1977年00月00日 - 徳島中央公園に改称。
- 1978年09月30日 - 徳島市立体育館が刑務所跡に竣工。
- 1980年03月28日 - 新町川浄化ポンプ場に通水。
- 1981年04月17日 - 徳島市中央公民館と付属図書館（5月1日より徳島市立図書館）が月見櫓跡北側から公園の南方へ移転。
- 1984年09月05日 - 城山に多いホルトノキが市木に。
- 1988年08月31日 - 徳島県立武道館（現 徳島県立中央武道館）が公園東部から刑務所跡に移転（移転跡地は現在は駐車場）。
- 1988年09月23日 - 徳島県立武道館が徳島県立中央武道館に改称。
- 1989年07月00日 - 日本の都市公園100選に選定。
- 1989年09月27日 - 鷲の門が徳島市制100年記念として市民により再建・寄付される。
- 1990年011月3日 - 徳島県立図書館が徳島県文化の森総合公園（八万町）へ移転。
- 1991年00月00日 - 数寄屋橋が木造に架け替え（現在の橋）。
- 1992年10月01日 - 徳島市立徳島城博物館が開館。
- 1995年03月00日 - 親水広場を助任川河岸に設置。
- 2000年08月00日 - ゴミ分別施設が県立図書館跡に設置。
- 2002年12月26日 - 護國神社の移築解体が終了。
- 2002年10月01日 - 鷲の門広場に弓櫓型の櫓型時計を設置。
- 2003年00月00日 - 護國神社が雑賀町へ遷座。
- 2005年11月18日 - 徳島城跡が国の史跡に指定されることが決定。
- 2006年00月00日 - 徳島城跡が日本100名城の第76に選定。
- 2006年01月26日 - 徳島城跡が国の史跡に指定。
- 2009年00月00日 - 寂聴桟橋が完成。

## 公園内の施設
なるべく、城山を中心とし東→南→西と時計回りに記載する（最後に城山）。

### 主要施設
- 旧徳島城表御殿庭園 - 城山南（徳島城博物館に併設）。名勝。
- 徳島市立徳島城博物館 - 城山南。とくしま88景。
- 鷲の門 - 城山南。再建。
- 徳島市立体育館 - 城山西。
- 徳島県立中央武道館 - 城山西。
- 徳島市民庭球場 - 城山西。

### 広場・庭園
- 親水広場 - 城山東（助任川河岸）。
- 菖蒲園 - 城山東。
- バラ園 - 城山東。
- お花見広場 - 城山南。
- 鷲の門広場 - 城山南。
- 藤棚 - 城山南。
- 本丸跡 - 城山。
- 助任川河岸緑地 - 助任川対岸。

### 管理施設・インフラ
- 公園管理事務所 - 城山東。
- 駐車場 - 城山東・城山西。
- ゴミ分別施設 - 城山南（県立図書館跡）。公園内のゴミ・不要物を一時保管・分別する。
- 西の丸配水場 - 城山西（西の丸コート地下）。
- 城山配水池 - 城山（西三の丸跡地下）。

### 自然物・遺跡
- 海蝕痕 - 城山東。
- 城山の貝塚 - 城山東・城山南。市指定文化財。
- 竜王さんのクス - 城山南。
- 城山原生林 - 城山全域。

### 記念碑・像
- 海野十三文学碑 - 城山東。1962年5月17日設置（初代）[6]、1993年7月17日に「海野十三の会」により新設（二代目）[6]。初代の碑は渭東コミュニティセンター前に移築[6]。
- 父の像 - 城山東。1973年12月設置。坂東文夫作。
- 鳥居龍蔵記念碑 - 城山南。1953年11月3日設置。
- 頌聖碑・御製碑 - 城山南（表御殿庭園内）。
- 海軍戦没者意慰霊碑 - 城山南。1995年設置。
- 子供平和記念塔（小便小僧） - 城山南。1948年11月3日設置、1995年改修。1950年3月26日には昭和天皇の行幸もあった[7]。小便小僧は稼動していない。
- 行幸記念碑 - 城山南。1950年3月26日設置。
- 「阿波の徳島 蜂須賀さまの今にのこせし阿波踊り」記念碑 - 城山南（お花見広場）。2001年8月11日設置。
- 蜂須賀家政像 - 城山南。1965年1月1日設置。
- 井上羽城歌碑 - 城山南。1962年7月4日設置。
- 西部ニューギニア戦没者慰霊碑 - 城山西。1995年4月15日設置。
- 徳島戦災犠牲者慰霊塔- 城山（東二の丸天守跡）。1955年7月4日設置（徳島大空襲10周年）。
- 殉難警察官吏消防組員招魂碑 - 城山。
- 徳島県外地引揚者慰霊碑 - 城山。1970年8月15日設置。

### 記念物等
- 大日本駆逐艦追風記念マスト（軍艦マスト） - 城山南（太鼓櫓跡上）。駆逐艦追風のマストを1932年に移設。
- ラジオ塔 - 城山南（太鼓櫓跡上）。1933年設置。
- SL展示場 - 城山南。8620形の68692号が静態展示されている。
- 清玄坊神社 - 城山（本丸跡内）。徳島城築城前から続く神社だが、現在は石碑のみである。
- 午砲跡 - 城山（本丸跡内）。
- 四等三角点「城山」 - 城山（本丸跡内）。

### 水路・池
- 泉の池・流れの池 - 城山東（堀川上流）。
- 堀川 - 城山東～城山南。
- 心字池 - 城山南（表御殿庭園内）。
- 弁天池（蓮池） - 城山南。
- 寺島川 - 城山西～城山南。

### 橋
- 数寄屋橋 - 城山南（不浄門跡）から堀川を越え徳島町2丁目に通じる。
- 下乗橋（旧小見付橋） - 城山南で堀川を越える（園内）。
- 城の内橋（剣先橋跡） - 城山南から寺島川・牟岐線を越え寺島本町東1丁目・幸町1丁目（徳島駅前方面）に通じる。
- 徳島中央公園歩道橋（前川橋水管橋） - 城山西から助任橋を越え、助任川河岸緑地と結ぶ（園内）。

### 登山道
- 東登口 - 城山東から。
- 旧表参道 - 城山南から。
- 旧裏参道 - 城山南から。
- 西登口 - 城山西から。

### 城郭遺構
- 石垣 - 公園内各地。
- 月見櫓跡 - 城山南。
- 太鼓櫓跡 - 城山南。
- 舌石 - 城山南。寺島川の石垣に残る。
- 西二の丸跡 - 城山。
- 東二の丸跡 - 城山。
- 天守跡 - 城山（東二の丸跡内）。
- 張櫓跡 - 城山。
- 弓櫓跡 - 城山。

### かつて存在した施設
移転改名等して現存する施設を含む。廃止または転出順。
- 滴翠閣 - 1907年以前～1928年。演武道場・公会堂。のちの千秋閣に建てられたが、1907年移築、1928年武徳殿に。
- 西の丸跡 - 開園ごろ～1929年。広場だったが、西ノ丸運動場となった。
- 記念標 - ?～1942年。
- 蜂須賀正勝像 - 1910年～1943年。戦時供出。現在は蜂須賀家政像。
- 午砲 - 1916年～1943年ごろ。戦時供出。現在は午砲跡として台座のみ残る。
- 千秋閣 - 1907年～1945年。戦失。跡地は進駐軍諸施設に。現在は表御殿庭園・徳島城博物館の一部。
- 物産陳列場 - 1907年～1945年。1909年より徳島県物産陳列場、1920年より商品陳列所、1934年より島県立物産販売斡旋所。戦失。現在は建物があった位置は文化センター、前庭は鷲の門広場。
- 武徳殿 - 1928年～1945年。戦失。跡地は市民会館を経て現在はバラ園。
- 進駐軍民間諜報部 (CIC) - 1946年～1951年ごろ。千秋閣跡に移転、講和後に閉鎖。
- 憲法記念館 - 1949年～1953年以前。光慶図書館跡に県立図書館が再建されるまであった。
- 剣先橋 - 1907年～1960年ごろ。寺島川の埋め立てに伴い撤去。代わって歩道橋「城の内橋」が架設。
- 市民会館 - 1953年～1978年ごろ。城山西に徳島市立体育館として移転。跡地はバラ園。
- 子供の国 - 1928年～?。遊園地・動物園。跡地はバラ園。
- 徳島市立図書館 - 1952年～1981年。千秋閣跡のACC徳島分校内に開館、1958年城山南の月見櫓跡北側に移転、1981年公園外に移転。
- 徳島市中央公民館 - 1960年～1981年。市立図書館に併設して開館、共に移転。
- 徳島県立武道館 - 1960年～1988年。城山西に移転し徳島県立中央武道館となる。跡地は東駐車場。
- 徳島県立図書館 - 1917年～1990年。徳島県立光慶図書館として開館、戦失するが1953年同地に県立図書館として再建。1990年徳島県文化の森総合公園へ移転。跡地はゴミ分別施設。
- 旧海野十三文学碑 - 1962年～1993年。新設され、古い碑は海野が幼少期を過ごした四所神社前へ移設。
- 徳島縣護國神社 - 1906年～2002年。1906年園内に遷座（当時 招魂社）、1938年山頂（本丸跡）に遷座、2003年徳島市雑賀町に遷座。現在は水盤のみ残る。
- 大鳥居 - 1906年?～2002年?。表参道と裏参道の各入口にあった。

### 助任川河岸緑地
徳島中央公園の一部で、新町川水際公園に続く第２弾の親水公園である。「ふるさとの川モデル事業」により徳島県が護岸工事をし、徳島市が公園工事を行
った。助任川沿いには他にも中徳島河畔緑地があり、ともに「美しい日本の歩きたくなるみち500選」選定である。
- 所在地：徳島市南前川町1–4丁目地先
- 面積：1万1200 m2
- 施設：ふれあいひろば、干潟観察園、わんばく広場、せせらぎ広場、寂聴桟橋

「助任川河岸緑地整備事業」で、平成６年度手づくり郷土賞（人々が集い憩う水辺づくり）受賞。

### 画像

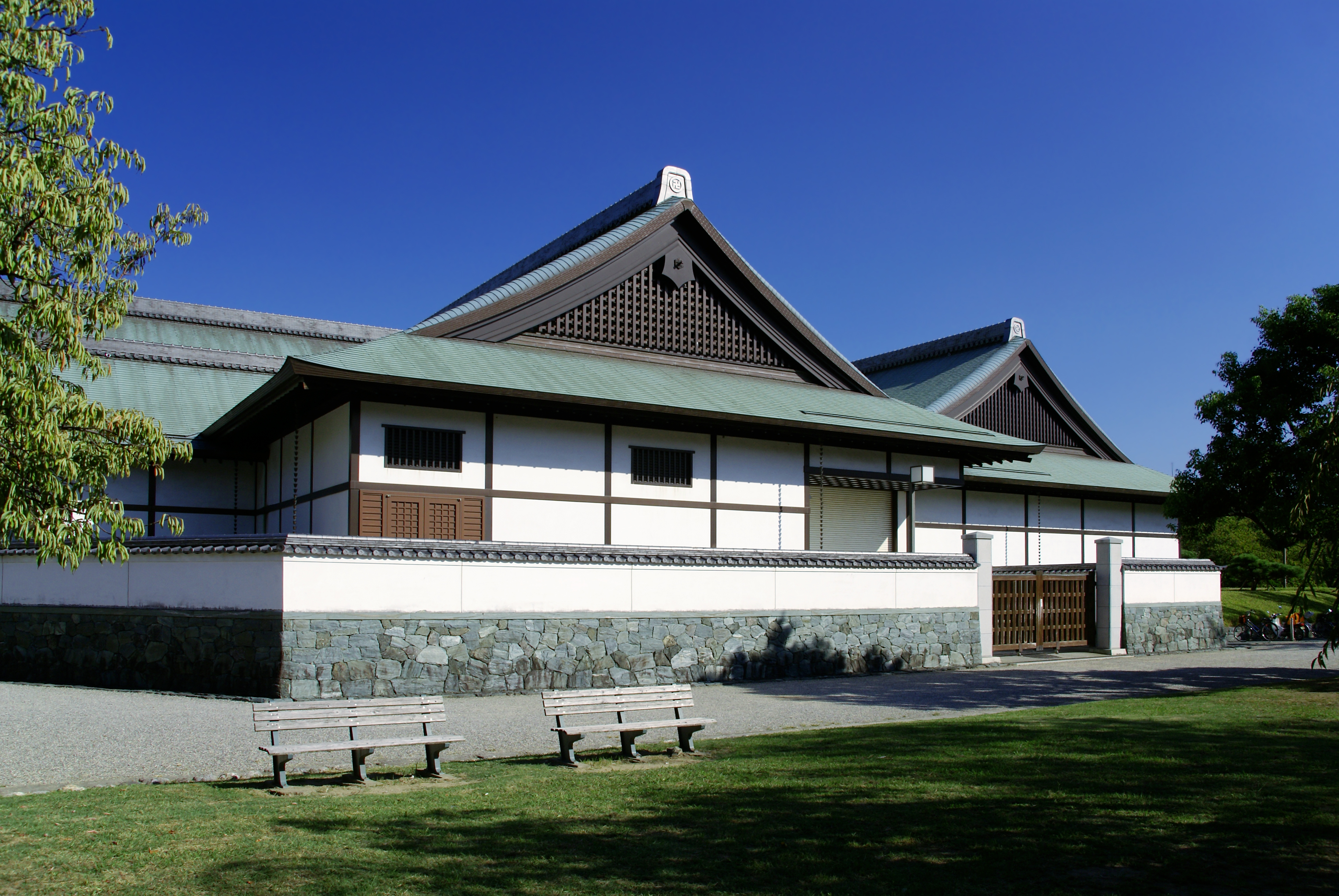
徳島市立徳島城博物館
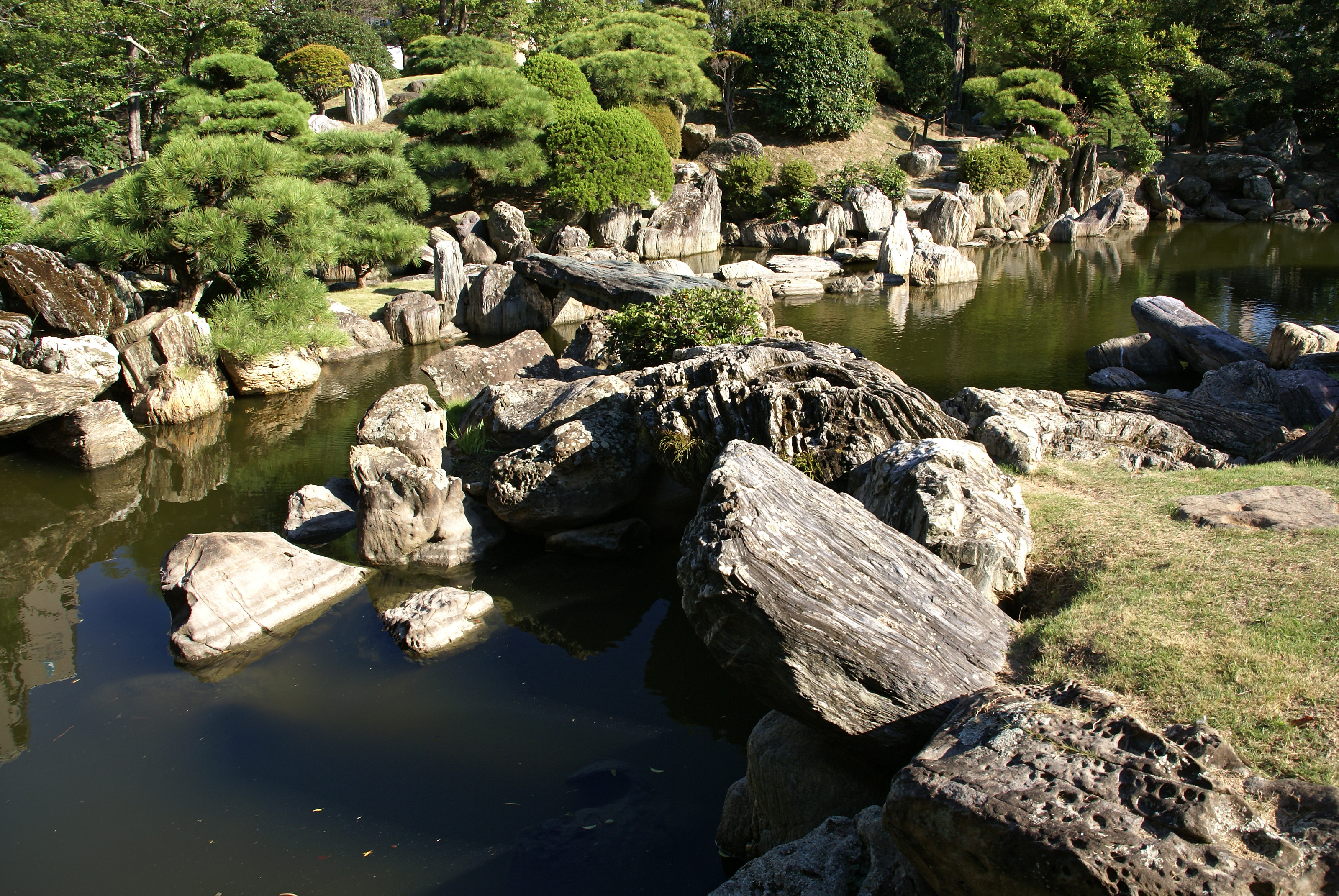
旧徳島城表御殿庭園
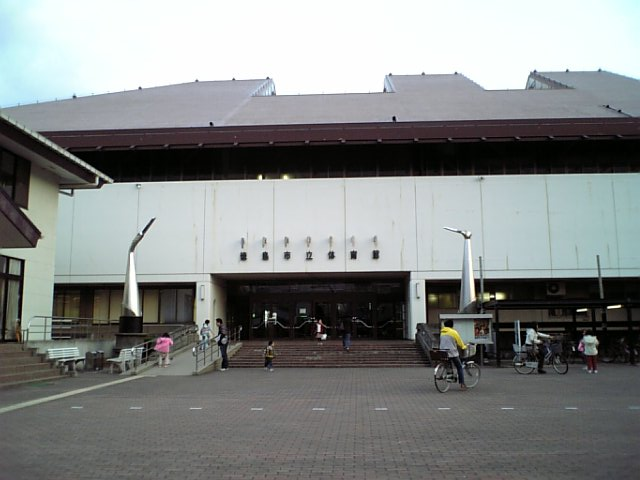
徳島市立体育館
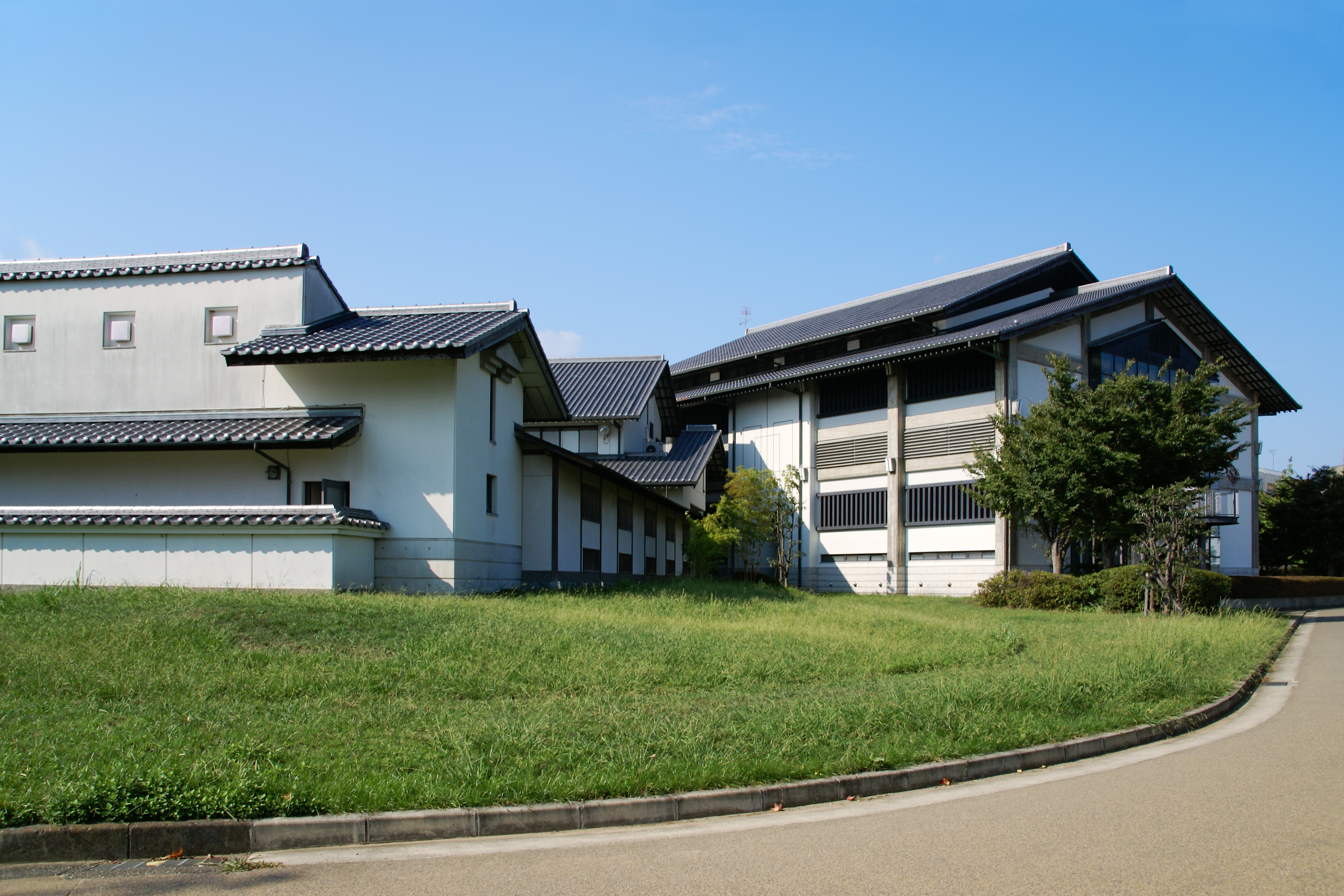
徳島県立中央武道館
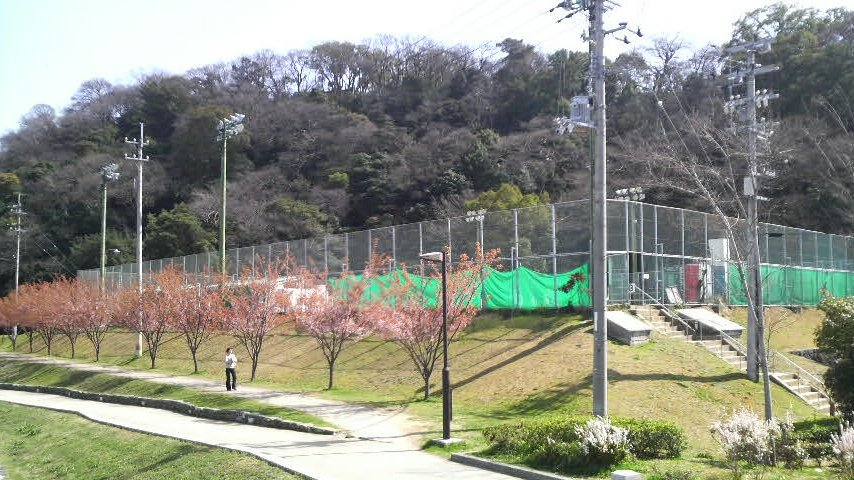
徳島市民庭球場 西の丸コート
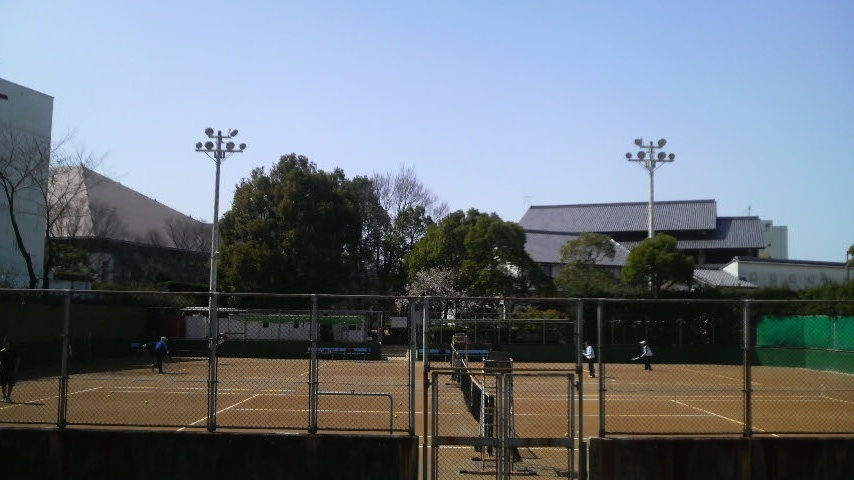
徳島市民庭球場 城ノ内コート
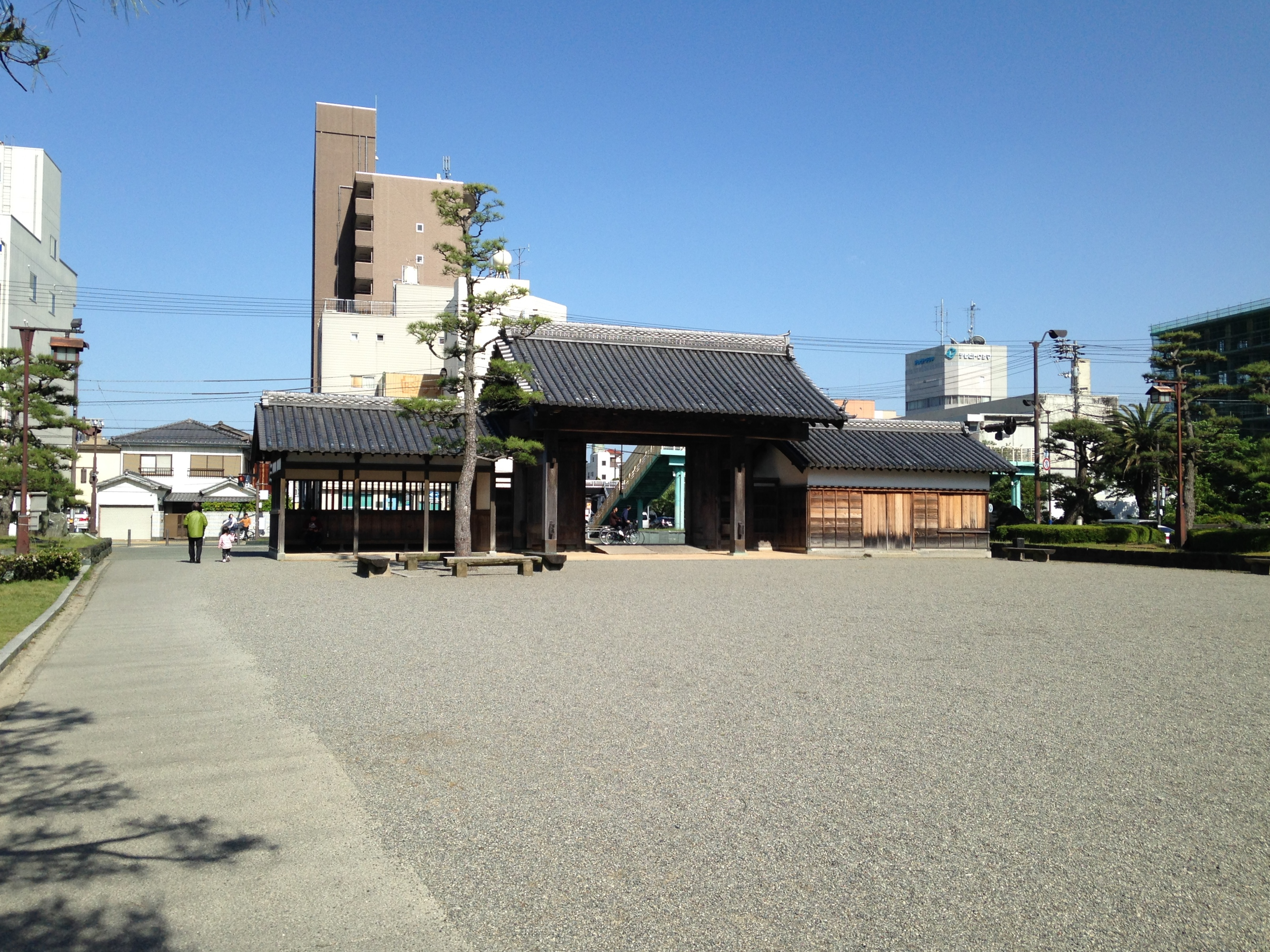
鷲の門広場
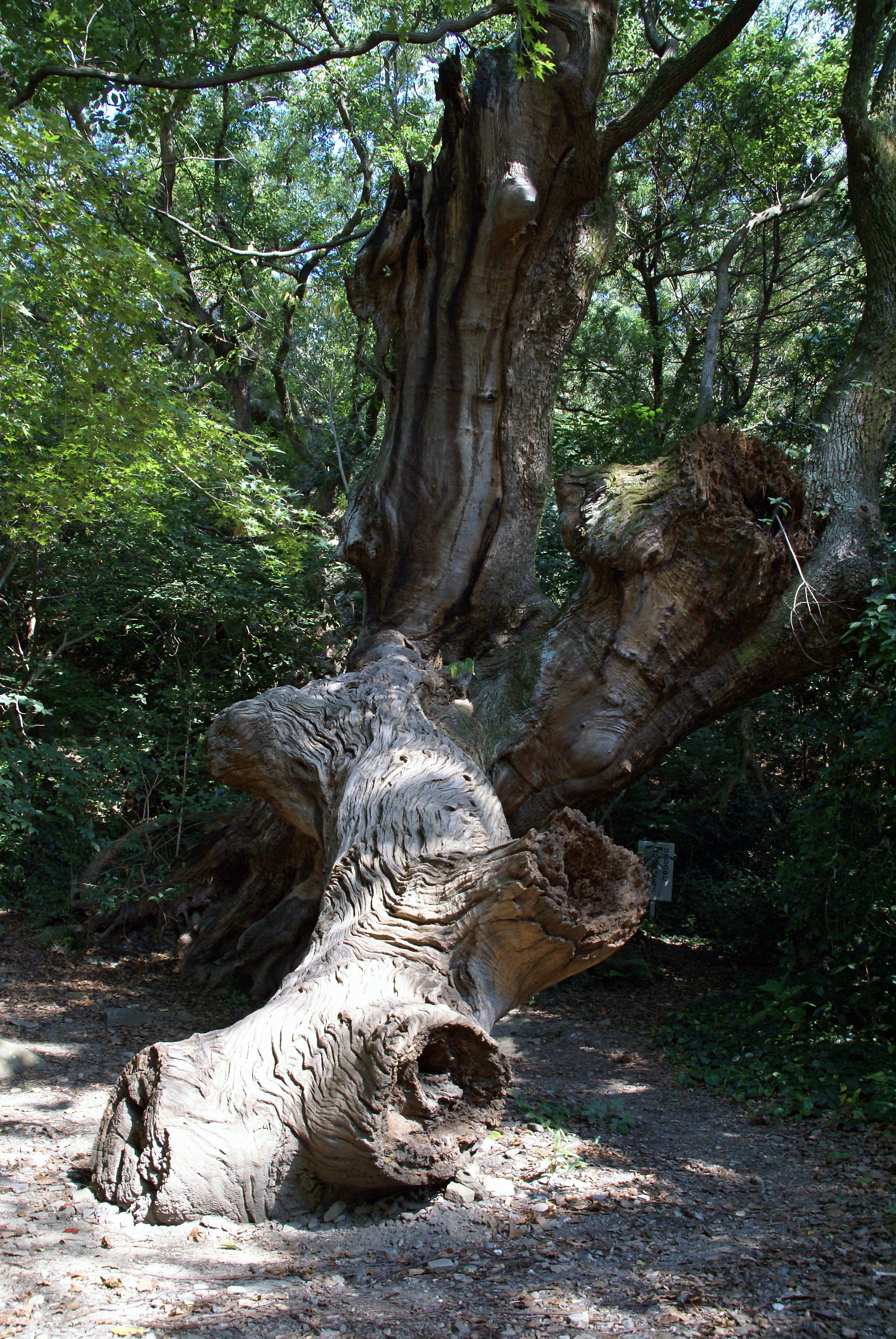
竜王さんのクス
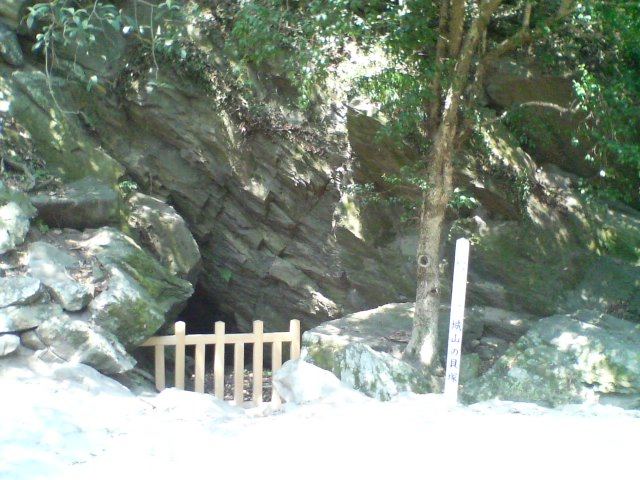
城山貝塚
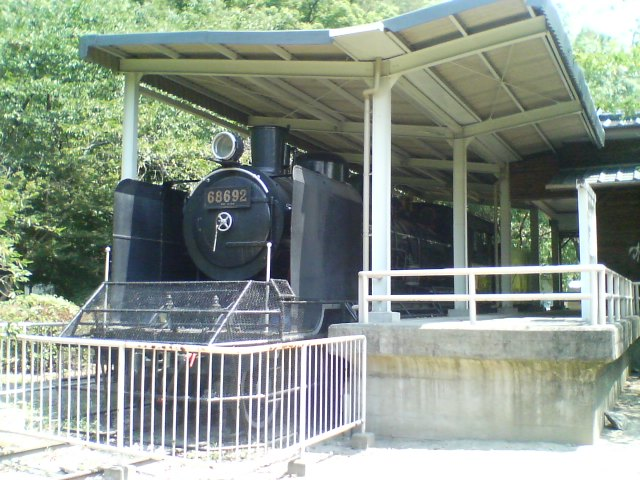
静態保存されている8620形蒸気機関車（2006年8月撮影）
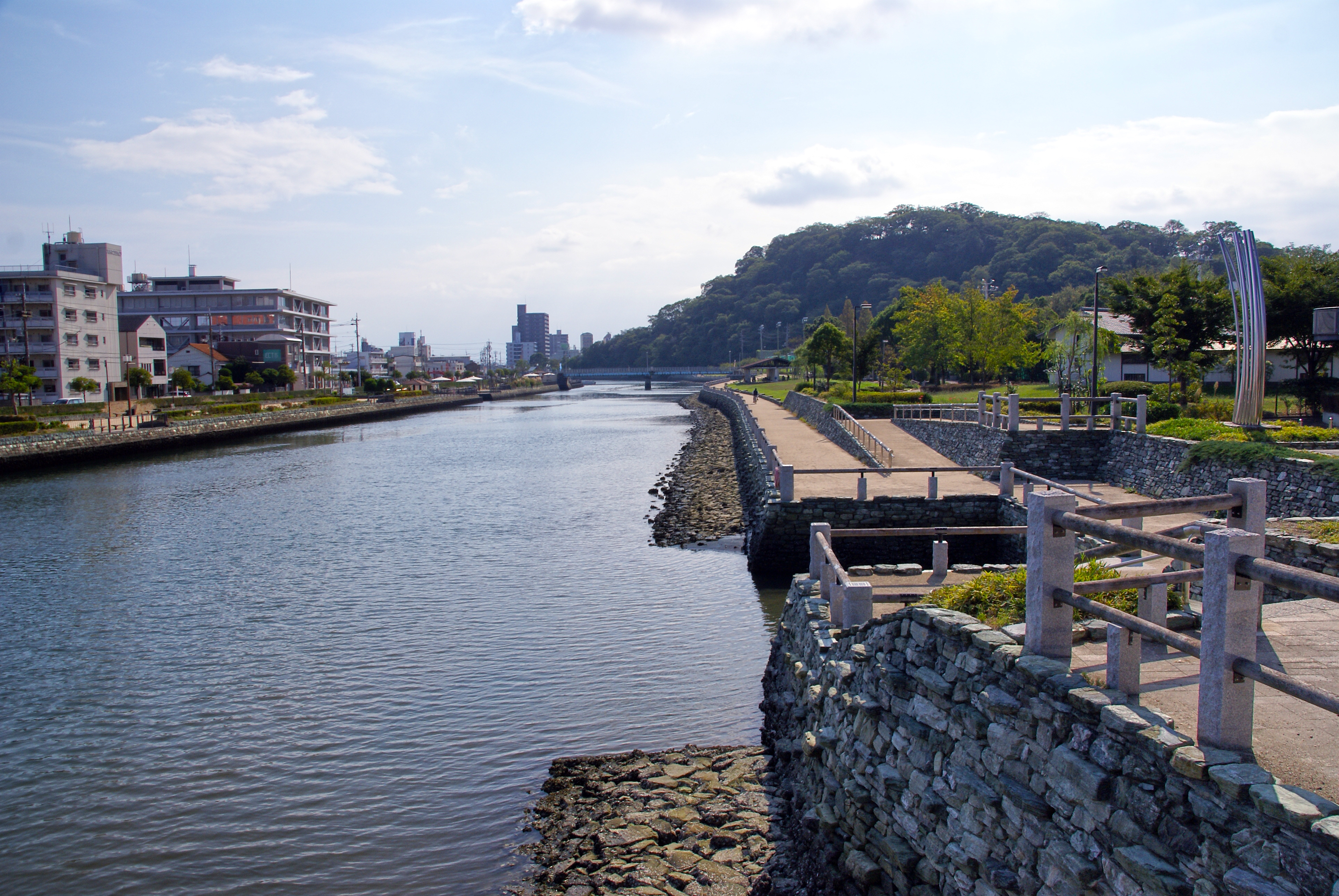
公園西部より城山と対岸の助任川河岸緑地
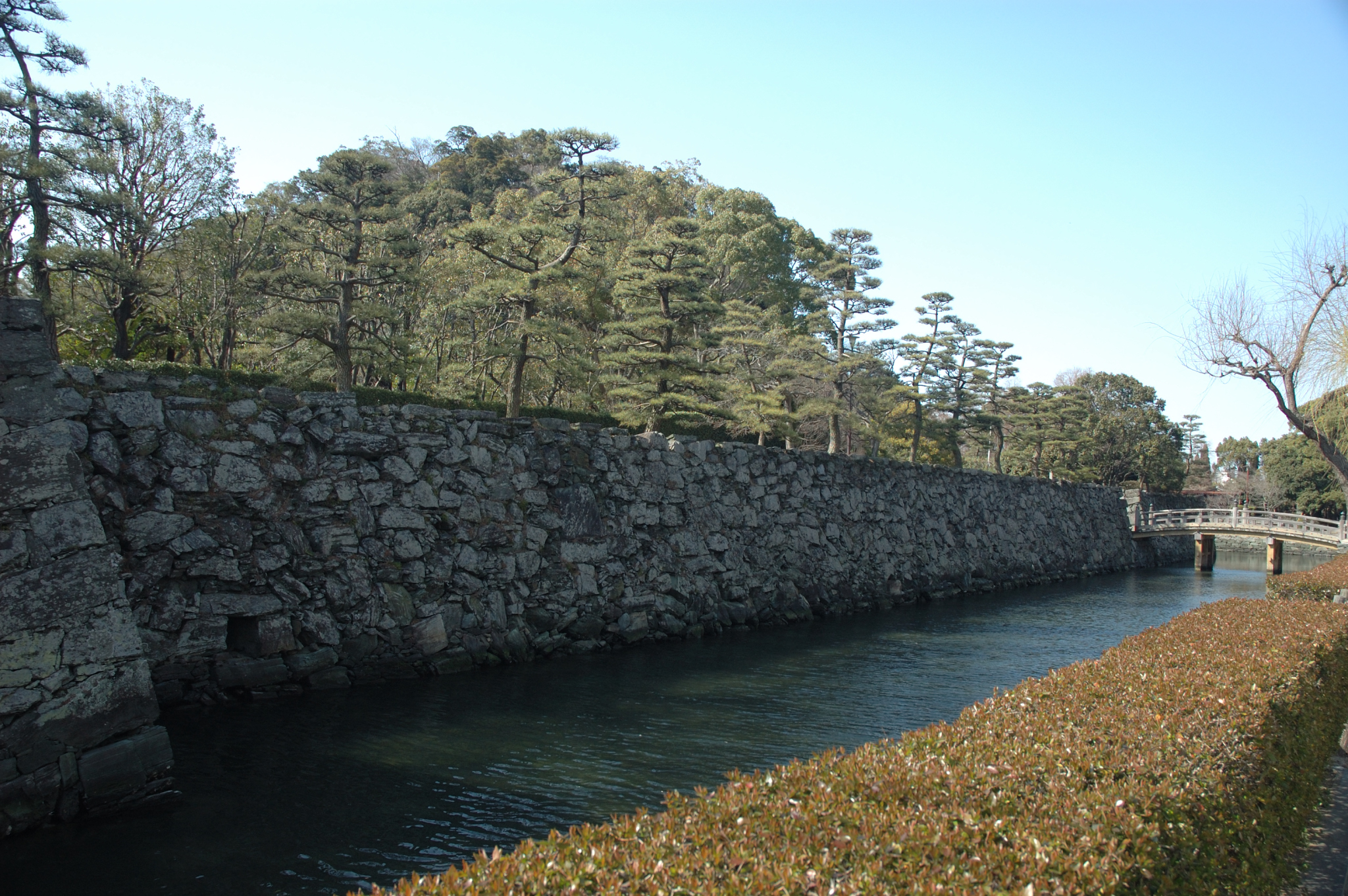
堀川と数寄屋橋
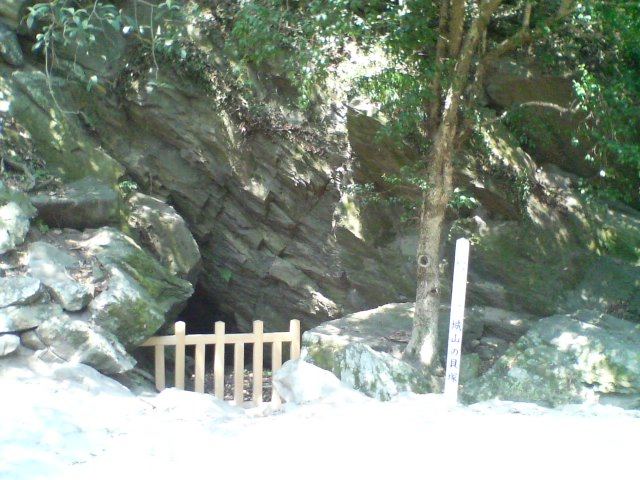
城山貝塚

## 交通
- JR徳島駅から徒歩約10分。
- 徳島自動車道「徳島インターチェンジ」より国道11号経由約10分。
- 神戸淡路鳴門自動車道または高松自動車道「鳴門インターチェンジ」より国道11号経由約20分。
- 徳島バス 公園北口（川内循環のみ）・公園前・徳島公園鷲の門前・体育館前 停留所より降りてすぐ。
- 徳島市営バス 公園北口・公園前・徳島公園鷲の門前・体育館前 停留所より降りてすぐ。